# Gaston Reinesch
Gaston Reinesch (nacido el 17 de mayo de 1958) es un economista luxemburgués y, desde principios de 2013, gobernador del Banco Central de Luxemburgo (Banque centrale du Luxembourg). Anteriormente, hasta finales de 2012, fue miembro del consejo de administración del Banco Europeo de Inversiones (BEI).
Reinesch tiene un Diploma de la London School of Economics y comenzó en 1984 su carrera profesional como consultor empresarial en Luxemburgo en la Cámara de Comercio (Cámara de Comercio), después de lo cual en 1989 pasó a ser un funcionario público. En 1995, fue nombrado director general en el Ministerio de Hacienda y 2002, presidente de la Asociación Nacional de Crédito e Inversión (Societé Nationale de Crédit et d'Investissement).